# Furnerius (cráter)

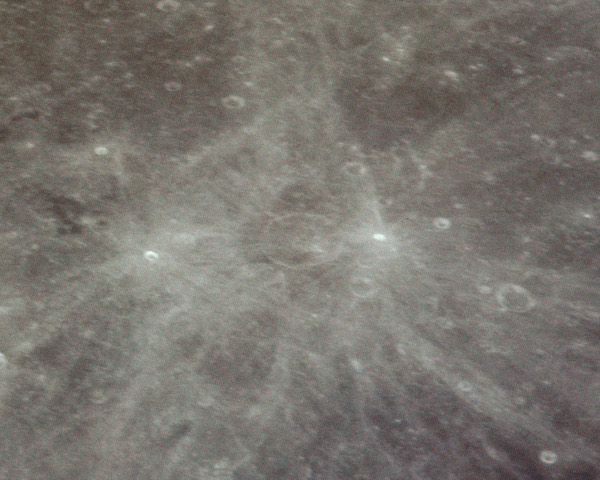
Vista oblicua regional del cráter Stevinus. Fotografía de la misión Apolo 13

Furnerius es un gran cráter de impacto situado en la parte sureste de la Luna, en la zona próxima a la extremidad suroeste. Debido a su ubicación, el cráter presenta forma oval cuando se observa desde la Tierra debido al escorzo, pero en realidad es casi circular. La relación de cráteres cercanos notables incluye a Stevinus al noroeste y a Fraunhofer al sursudoeste. Más hacia el noroeste se halla el cráter Snellius y su valle asociado denominado Vallis Snellius.
|  |

El borde de Furnerius está desgastada y deformado, con múltiples impactos a lo largo de su longitud y con numerosas muescas en su base. Actualmente una gran parte de la pared se eleva solo ligeramente por encima del terreno circundante, con las secciones más bajas al norte y al sur. Sin embargo, la pared norte se eleva a una altura máxima de 3,5 km.
El piso interior está marcado por catorce cráteres notables, siendo el más destacable Furnerius B en la mitad norte, ocupando un lugar central. Manchas oscuras en el suelo indican áreas donde la lava ha resurgido. En la parte noreste de la planta aparece una grieta denominada Rima Furnerius. Esta hendidura mide unos 50 kilómetros de longitud y sigue un curso hacia el noroeste, donde alcanza el borde norte del cráter.
En su plano lunar de 1791, Johann H. Schröter, esbozó este cráter con una cúpula baja en la mitad sur. Este rasgo ha demostrado ser difícil de identificar en las observaciones y en las fotografías lunares subsiguientes.
El satélite japonés Hiten tuvo que realizar un aterrizaje forzoso en las inmediaciones de este cráter en 1993.

## Cráteres satélite
Por convención estos elementos son identificados en los mapas lunares poniendo la letra en el lado del punto medio del cráter que está más cerca de Furnerius.
|           | \| Furnerius \| Coordenadas \| Diámetro \| \| --------- \| ----------------------------- \| -------- \| \| A \| 33°30′S 59°00′E / -33.5, 59.0 \| 12 km \| \| B \| 35°30′S 59°54′E / -35.5, 59.9 \| 22 km \| \| C \| 33°42′S 57°48′E / -33.7, 57.8 \| 22 km \| \| D \| 37°00′S 55°54′E / -37.0, 55.9 \| 16 km \| \| E \| 34°48′S 57°06′E / -34.8, 57.1 \| 22 km \| \| F \| 36°12′S 64°00′E / -36.2, 64.0 \| 43 km \| \| G \| 38°12′S 65°24′E / -38.2, 65.4 \| 34 km \| \| H \| 37°36′S 69°30′E / -37.6, 69.5 \| 44 km \| \| J \| 34°48′S 64°12′E / -34.8, 64.2 \| 24 km \| \| K \| 38°06′S 68°06′E / -38.1, 68.1 \| 36 km \| \| L \| 38°36′S 69°54′E / -38.6, 69.9 \| 13 km \| \| N \| 33°36′S 61°06′E / -33.6, 61.1 \| 9 km \| \| P \| 38°00′S 61°48′E / -38.0, 61.8 \| 18 km \| \| Q \| 39°30′S 67°18′E / -39.5, 67.3 \| 30 km \| \| R \| 39°54′S 69°06′E / -39.9, 69.1 \| 17 km \| \| S \| 39°06′S 68°00′E / -39.1, 68.0 \| 15 km \| \| T \| 37°48′S 63°06′E / -37.8, 63.1 \| 10 km \| \| U \| 35°42′S 68°12′E / -35.7, 68.2 \| 20 km \| \| V \| 35°42′S 65°36′E / -35.7, 65.6 \| 58 km \| \| W \| 37°06′S 71°06′E / -37.1, 71.1 \| 32 km \| \| X \| 33°54′S 63°36′E / -33.9, 63.6 \| 8 km \| \| Y \| 34°18′S 65°12′E / -34.3, 65.2 \| 12 km \| \| Z \| 33°30′S 63°00′E / -33.5, 63.0 \| 8 km \| |          |
| Furnerius | Coordenadas | Diámetro |
| A         | 33°30′S 59°00′E / -33.5, 59.0 | 12 km    |
| B         | 35°30′S 59°54′E / -35.5, 59.9 | 22 km    |
| C         | 33°42′S 57°48′E / -33.7, 57.8 | 22 km    |
| D         | 37°00′S 55°54′E / -37.0, 55.9 | 16 km    |
| E         | 34°48′S 57°06′E / -34.8, 57.1 | 22 km    |
| F         | 36°12′S 64°00′E / -36.2, 64.0 | 43 km    |
| G         | 38°12′S 65°24′E / -38.2, 65.4 | 34 km    |
| H         | 37°36′S 69°30′E / -37.6, 69.5 | 44 km    |
| J         | 34°48′S 64°12′E / -34.8, 64.2 | 24 km    |
| K         | 38°06′S 68°06′E / -38.1, 68.1 | 36 km    |
| L         | 38°36′S 69°54′E / -38.6, 69.9 | 13 km    |
| N         | 33°36′S 61°06′E / -33.6, 61.1 | 9 km     |
| P         | 38°00′S 61°48′E / -38.0, 61.8 | 18 km    |
| Q         | 39°30′S 67°18′E / -39.5, 67.3 | 30 km    |
| R         | 39°54′S 69°06′E / -39.9, 69.1 | 17 km    |
| S         | 39°06′S 68°00′E / -39.1, 68.0 | 15 km    |
| T         | 37°48′S 63°06′E / -37.8, 63.1 | 10 km    |
| U         | 35°42′S 68°12′E / -35.7, 68.2 | 20 km    |
| V         | 35°42′S 65°36′E / -35.7, 65.6 | 58 km    |
| W         | 37°06′S 71°06′E / -37.1, 71.1 | 32 km    |
| X         | 33°54′S 63°36′E / -33.9, 63.6 | 8 km     |
| Y         | 34°18′S 65°12′E / -34.3, 65.2 | 12 km    |
| Z         | 33°30′S 63°00′E / -33.5, 63.0 | 8 km     |